# SNH48
SNH48 — китайская женская айдол-группа, основанная в Шанхае поэтом-песенником Ясуси Акимото в качестве ответвления от их японского аналога AKB48 и дебютировавшая в 2012 году. Концепция группы заключается в идее Акимото создать «звёзд, с которыми можно видеться», поскольку идолы обычно представляются своим фанатам далёкими и недосягаемыми. Участницами SNH48 являются девушки от 20 лет, регулярно выступающие в собственном театре группы и активно контактирующие с фанатами на особых мероприятиях — «хэндшейках». На данный момент группа принадлежит китайским агентствам NineStyle и Star48. В 2016 году группа приобрела независимость от AKB48 и японских агентств в целом.

## Карьера

### 2012—2013: Создание и дебют
21 апреля 2012 года компания AKS и агентство NineStyle анонсировали дебют SNH48. Уже в начале октября руководство построило театр в Шанхае. Дебют же SNH48 состоялся в январе 2013 на шоу «Give me power!». Для шоукейса были отобраны 16 участниц, выступившие с китайскими версиями песен «Heavy Rotation», «River» и «Ponytail to Shushu». В апреле был опубликован музыкальный клип на песню «River», после чего группа выступила на фестивале 2013 Shanghai Strawberry Music. В июне группа выпустила клип на песню «Let’s Become Cherry Blossom Trees» и первый мини-альбом, «Heavy Rotation»(??). В том же месяце группа впервые выступила заграницей, на сингапурском шоу Asia Style Collection, совместно с AKB48. В июле состоялся релиз клипа на песню «Ponytail and Scrunchie», а месяцем позже увидел свет и второй их мини-альбом, «Flying Get» (??), после чего начал работу театр SNH48, «Star Dream». После второго прослушивания в группу была добавлена еще 31 участница. Мария Судзуки и [Миядзава,_Саэ|Саэ Миядзава], изначально являющиеся участницами AKB48, дебютировали в театре в октябре, сразу после получения рабочих виз. В ноябре группа провела концерт в Гуанчжоу, который посетили более 10000 человек, а также выпустила третий мини-альбом, Koi Suru Fortune Cookie. В декабре SNH48 стали приглашенными звездами на шоу China’s Got Talent.

### 2014—2015:Mae Shika Mukanee
18 января 2014 года SNH48 приняли участие в шоу Kouhaku Utagassen (红白歌会), , где победу одержала команда SII. В то же время начались прослушивания для набора третьего поколения группы. 12 марта SNH48 выпустили четвертый мини-альбом, Heart Electric (心电感应). 10 мая состоялся релиз первого полноформатного альбома Mae Shika Mukanee (一心向前) в цифровом формате, и в то же время открылось голосование для первых Всеобщих Выборов. Физическая копия альбома была выпущена неделей позже. На первых Выборах, проведенных 26 июля, У ЧжеХань заняла призовое место, став центром на время промоушена следующего мини-альбома группы. В это же время агентством были озвучены имена еще 30 новых участниц. 8 августа начались прослушивания для набора четвертого поколения. 21 августа стало известно, что театр закроется на неопределенный срок для ремонта. Вновь открылся он 5 сентября, для церемонии открытия девушки из ТОП-16 подготовили специальное выступление. Во время этого номера почти все участницы третьего поколения были разбросаны по командам HII, SII и NII. 12 октября состоялся релиз пятого мини-альбома UZA. Клип на заглавную песню набрал популярность в [Южная Корея|Южной Корее]. 18-28 декабря команды SII и NII находились в китайском туре, включающем в себя такие крупные города как Пекин, Нанкин, Ханчжоу, Гуанчжоу и Шэньчжэнь.
15 января 2015 года состоялся релиз шестого мини-альбома группы «Give Me Five!» (青春的约定). 31 января группа провела первое мероприятие Request Time, исполняемые песни были определены путем телеголосования. На этом мероприятии стало известно о 18 новых участницах четвертого поколения, все они были распределены в команду X. В марте начались прослушивания для набора пятого поколения. 28 марта состоялся релиз седьмого мини-альбома, After Rain (雨季之后), а 15 мая — восьмого мини-альбома, «Manatsu no Sounds Good!» (盛夏好声音). 22 июня был выпущен документальный фильм «Documentary of SNH48: Girls of Babel Tower». На вторых Всеобщих Выборах, где победу одержала Чжао Цзяминь, было объявлено о 43 новых участницах пятого поколения. 12 октября состоялся релиз девятого мини-альбома Halloween Night (万圣节之夜), клипы на заглавные песни снимались в Париже и Праге. 31 октября SNH48 провели церемонию Fashion Awards (SNH48年度风尚大赏), это было первое мероприятие подобного типа, проведенное совместно с AKB48 и сестринскими группами. 18 ноября стало известно, что 36 участниц пятого поколения были распределены в команды А и В для выступления, состоявшегося 4 декабря; позже всех их добавили в команду XII. 26 декабря состоялось второе мероприятие Request Time. 8 декабря был опубликован десятый мини-альбом группы New Year’s Bell (新年的钟声).

### 2016: Отделение от AKB48 и самостоятельные релизы
18 января 2016 состоялась премьера мини-фильма «Soulvenir».
3 марта одна из участниц группы, Тан Аньци, пострадала при пожаре в одной из шанхайских кофеен, получив ожоги тела 4-й степени. По утверждениям врачей, огнем было повреждено как минимум 80 % ее тела. Многие люди предполагали, что инцидент произошел из-за неправильного обращения с огнем, однако улики указывали на одну из участниц фан-клуба Тан Аньци, вылившую масло на одежду девушки, после чего та подожгла её. Неясно, являлся ли инцидент покушением на убийство. Тан Аньци успешно прошла реабилитацию, по состоянию на 2017 год она регулярно подвергается пересадкам кожи.
Начиная с 11 мини-альбома, SNH48 стали развивать свою уникальность, делая акцент на оригинальном материале(源动力). 26 марта стало известно об 11 новых девушках из шестого поколения. 20 апреля STAR48 объявили о создании сестринских групп — BEJ48, базированной в Пекине, и GNZ48, базированной в Гуанчжоу, а также о дебюте трех саб-юнитов — Color Girls, 7Senses и ElectroEyes Girls. В то же время начались прослушивания для набора седьмого поколения. 20 мая состоялся релиз 12 мини-альбома Dream Land (梦想岛), в записи которого также принимали участие девушки из BEJ48 и GNZ48.
1 июня в честь третьих Всеобщих Выборов состоялась премьера второго документального фильма Documentary of SNH48: Taking Off Together (SNH48 比翼齐飞). 9 июня AKB48 удалили с официального сайта весь контент, связанный с SNH48, объявив группу полностью независимой. Причиной этому стало нарушение договора. Иностранная участница Мария Судзуки также была исключена из SNH48. Из-за сложившейся ситуации руководство SNH48 начало настаивать на полной независимости с самого дебюта группы и отрицать существование контракта с AKB48.
SNH48 провели Всеобщие Выборы 30 июля, где первое место заняла Цзюй ЦзиньИ, На мероприятии было объявлено о создании четвертой сестринской группы — SHY48. 14 августа стало известно о более тщательной проверке участниц всех групп и саб-юнитов, в результате чего две участницы четвертого поколения из команды SII и две участницы шестого поколения из команды NII были исключены из группы.
В сентябре на специальном осеннем выступлении объявили имена 13 участниц седьмого поколения. Участница команды X Ян Минчжун была перемещена в команду В. 12 октября состоялся релиз 13 мини-альбома Princess’s Cloak (公主披风). Клип на заглавную песню снимался в Мадриде, «Romantic Melody» и «A Yo Ai Yo» — в Южной Корее. 1 ноября начались прослушивания для набора участниц восьмого поколения. 13 ноября капитан команды HII Ван Лю объявила о своем уходе из группы и отказе от позиции капитана. 20 декабря состоялся релиз 14 мини-альбома Happy Wonder World (新年这一刻).

### 2017: Превосходство над AKB48
7 января 2017 SNH48 провели Request Time в третий раз. 12 января SHY48 провели дебютное выступление в их собственном театре. Группа выступила с концертом на четвертую годовщину в здании шанхайского ЭКСПО, в котором принимали участие почти все участницы первого поколения и некоторые из последующих. 17 марта состоялся релиз 15 мини-альбома, Each Other’s Future (彼此的未来). 8 апреля был проведен Фестиваль Идолов со специальными выступлениями. Команда HII привнесла больше оригинальности для SNH48 и сестринских групп со своим выступлением «Beautiful World»,. 19 мая состоялся релиз 16 мини-альбома, Summer Pirates, в записи которого впервые приняли участие девушки из SHY48. Стало известно о проведении четвертых Всеобщих Выборов.
На Выборах агентство анонсировало скорый дебют еще одной сестринской группы — CKG48. Тогда же SNH48 опубликовали третий документальный фильм, Documentary of SNH48: My Heart Soars.
На четвертых Выборах победу одержала Цзюй ЦзиньИ, набрав большее количество голосов, чем Рино Сашихара на девятых Всеобщих Выборах AKB48. В тот же день были проведены прослушивания для набора девятого поколения SNH48. Начиная с 25 августа, группа стала проводить прямые эфиры на фанкафе. С 6 по 10 сентября проводились выступления, посвященные четвертой годовщине театра SNH48.
25 сентября на встрече компаний STAR48 подписали новых 11 проектов, и Ван Цзыцзе объявил о дебюте пятой сестринской группы, CGT48. 7 октября команда NII выступила с номером «In the Name of Love». 19 октября был выпущен 13 мини-альбом, Dawn in Naples. 21 октября было проведено первое обменное мероприятие для фанатов. 27 октября состоялся дебют CKG48 с пресс-конференцией в только открывшемся театре. 16 ноября было объявлено о собственной видео-игре, «Академия Синмэнь». 18 ноября состоялось третье мероприятие Fashion Awards. 3 декабря начались прослушивания для набора десятого поколения. 8 декабря SNH48 выступили со своим оригинальным мюзиклом, «The Shiny Star». 15 декабря состоялось выступление команды X, «Fate X». 24 декабря состоялся релиз 18 мини-альбома, Sweet Festival.

### 2018 — настоящее время: Расширение группы и перетасовка команд
2 февраля 2018 SNH48 концерт в честь четвертого мероприятия Request Time. На мероприятии Фань Шиньдо и Лю Тинь были названы участницами саб-юнита HO2, а Мо Хан, Ли Юци, Сан Рюи, Ван Лина и Лю Юи попали в саб-юнит BlueV. 3 февраля они провели Request Time в четвертый раз, там же были объявлены результаты перетасовки команд. Это событие ознаменовало роспуск команды XII и создание команды FT, состоящей в основном из членов девятого поколения. Также были объявлены участницы оставшихся четырех команд и создана отдельная команда, состоящая из стажеров. 23 марта команда FT впервые выступила с номером «Dream Banner». 26 марта состоялся релиз 19 мини-альбома, The Future Movement. 7 апреля SNH48 участвовали в Играх Идолов, где команда SII стала абсолютными чемпионами. 18 апреля начался старт прослушиваний для набора участниц 11 поколения. 26 мая SNH48 ввели мероприятие для стажеров, на которых они должны регулярно выступать в масках. Фанаты могут голосовать за стажеров, используя билеты.
9 июня SNH48 объявили о пятых Всеобщих Выборах. В тот же день они объявили о выпуске своего четвертого документального фильма «Documentary of SNH48 Group: Go Ahead». 29 июня STAR48 организовал глобальное прослушивание. 10 июля в театре SNH48 состоялась премьера документального фильма. 28 июля состоялись 5-е Всеобщие Выборы, где победила Ли Итун.
1 сентября команда FT выступила с номером «Two-Faced Idol». 7 сентября SNH48 провели церемонию в честь пятого мероприятия Request Time, что означало скорый дебют саб-юнитов HO2 и BlueV. 27 сентября группа официально стала членом Китайской Ассоциации Искусств. 10 октября состоялся релиз 21-го мини-альбома Endless Story. 27 октября SNH48 провели четвертое мероприятие Fashion Awards, где победительницей стала Цинь Ювэнь. Команда NII выступила с номером «N·thE Wings» 2 ноября, а команда SII впервые исполнила номер «Rebirth Plan» 23 ноября. SNH48 опубликовали их 23-й мини-альбом, Now and Forever, 20 декабря.
19 января 2018 SNH48 провели пятое мероприятие Request Time. Тогда были объявлены семеро участниц нового саб-юнита: Сюй Цзысуань, У Чжехань, Ян Биньи, Чжан Юи, Юань Ици, Чжан Дансань и Чжан Цьюню. Были оглашены результаты перетасовки команд, а также программа иностранных стажеров, куда входили пять участниц: Гао Чон, Ли Чжаен, Ван Циру, Сюй Цзяинь и Чжоу Рюйлинь. Все они были выбраны для стажировки заграницей на два года. Также начались прослушивания для новых поколений SNH48 и сестринских групп.
27 января стало известно о том, что Дай Мен и Мо Хан станут капитаном и заместителем капитана соответственно. 19 февраля участница Star Palace Цзюй ЦзиньИ приняла участие в фестивале 2019 CCTV Lantern Gala; в мероприятиях такого типа SNH48 участвовали впервые. 27 февраля состоялся дебют саб-юнита 7Senses в Южной Корее. 13 апреля SNH48 провели вторые Игры Идолов, где победу одержала команда HII.

## Дискография

### Мини-альбомы
- 1й мини-альбом: Heavy Rotation (??) – Выпущено 13 июня 2013
- 2й мини-альбом: Flying Get (??) – Выпущено 2 августа 2013
- 3й мини-альбом: Koi Suru Fortune Cookie (??) – Выпущено 25 ноября 2013 (Пекин) и 29 ноября 2013 (Шанхай)
- 4й мини-альбом: Heart Electric (??) – Выпущено 12 марта 2014
- 5й мини-альбом: Uza (??) – Выпущено 12 октября 2014
- 6й мини-альбом: Give Me Five! (??) – Выпущено 15 января 2015
- 7й мини-альбом: After Rain (??) –  Выпущено 28 марта 2015
- 8й мини-альбом: Manatsu no Sounds Good! (??) – Выпущено 15 мая 2015
- 9й мини-альбом: Halloween Night (??) – Выпущено 12 октября 2015
- 10й мини-альбом: New Year’s Bell (??) – Выпущено 28 декабря 2015
- 11й мини-альбом: Engine of Youth (??) – Выпущено 25 марта 2016
- 12й мини-альбом: Dream Land (??) – Выпущено 20 мая 2016
- 13й мини-альбом: Princess’s Cloak (??) – Выпущено 12 октября 2016
- 14й мини-альбом: Happy Wonder World (??) – Выпущено 20 декабря 2016
- 15й мини-альбом: Each Other’s Future (??) – Выпущено 17 марта 2017
- 16й мини-альбом: Summer Pirates (??) – Выпущено 19 мая 2017
- 17й мини-альбом: Dawn in Naples (??) – Выпущено 18 октября 2017
- 18й мини-альбом: Sweet Festival (??) – Выпущено 20 декабря 2017
- 19й мини-альбом: The Future Movement (??) – Выпущено 26 марта 2018
- 20й мини-альбом: Forest Theorem (??) – Выпущено 17 мая 2018
- 21й мини-альбом: Endless Story (??) – Выпущено 12 октября 2018
- 22й мини-альбом: Now and Forever (??) – Выпущено 20 декабря 2018
- 50 Best Special EP: Our Journey (??) – Выпущено 20 марта 2019

### Альбомы
- 1й альбом: Mae Shika Mukanee (??) — Выпущено 10 мая 2014

## Награды и номинации
| Год  | Церемония                                                                            | Награда                                  | Результат |
| ---- | ------------------------------------------------------------------------------------ | ---------------------------------------- | --------- |
| 2013 | 6th Music Billboard New Artists' Awards Ceremony (第6届玉兰油北京音乐风云榜新人盛典) | Most Potential Group Award               | Победа    |
| 2014 | 21st Oriental Billboard (第21届东方风云榜)                                           | Best New Artist                          | Победа    |
| 2014 | 2nd Yinyuetai Awards (第二届音悦V榜年度盛典)                                         | Лучшая Новая Китайская Группа            | Победа    |
| 2015 | 22nd Oriental Billboard (第22届东方风云榜)                                           | Лучшая группа                            | Номинация |
| 2015 | 22nd Oriental Billboard (第22届东方风云榜)                                           | Лучшая песня года                        | Номинация |
| 2015 | 22nd Oriental Billboard (第22届东方风云榜)                                           | Лучший артист                            | Победа    |
| 2015 | WebTVAsia Awards 2015                                                                | Breakout Artist                          | Победа    |
| 2016 | 23rd Oriental Billboard (第23届东方风云榜)                                           | People’s Choice Award                    | Победа    |
| 2016 | 2016 Fresh Asia Music (2016亚洲新歌榜)                                               | Лучшая группа                            | Победа    |
| 2016 | 2016 Fresh Asia Music (2016亚洲新歌榜)                                               | Лучшее музыкальное видео                 | Победа    |
| 2016 | 2016 Music Pioneer Awards (音乐先锋榜2016年度颁奖典礼)                               | Pioneer Most Popular Group               | Победа    |
| 2016 | 2016 Music Pioneer Awards (音乐先锋榜2016年度颁奖典礼)                               | Toп 10 Песен Года                        | Победа    |
| 2017 | 2016 Shanghai Influence Award (2016上海影响力颁奖盛典)                               | Shanghai Influence Award                 | Победа    |
| 2017 | 2017 Weibo Night Awards (2017微博之夜)                                               | Самая популярная группа                  | Победа    |
| 2017 | Chinese Music Network (中国音乐联播榜年度盛典)                                       | Лучшая группа года                       | Победа    |
| 2017 | Chinese Music Network (中国音乐联播榜年度盛典)                                       | Top 10 Songs                             | Победа    |
| 2017 | 24th Oriental Billboard (第24届东方风云榜)                                           | Breakout Group                           | Победа    |
| 2017 | 24th Oriental Billboard (第24届东方风云榜)                                           | Лучшая поп-коллаборация                  | Победа    |
| 2017 | 17th Top Chinese Music Awards (第17届音乐风云榜)                                     | Группа, получающая больше всего внимания | Победа    |
| 2017 | 2017 China Youth Day Gala (激扬青春梦-2017年「5月的鲜花」五四青年节晚会)             | Outstanding Youth                        | Победа    |
| 2017 | CNR MusicRadio Awards (中国TOP排行榜颁奖盛典)                                        | All Media Choice Award — Group           | Победа    |

## Активные группы
| Название группы  | Годы активности      | Команды                                       | Местоположение  | Примечания            |
| ---------------- | -------------------- | --------------------------------------------- | --------------- | --------------------- |
| SNH48            | 2013-настоящее время | Команды SII, NII, HII, X, иностранные стажеры | Шанхай, Китай   |                       |
| BEJ48            | 2016-настоящее время | Команды B, E, J                               | Пекин, Китай    |                       |
| GNZ48            | 2016-настоящее время | Команды G, NIII, Z, иностранные стажеры       | Гуанчжоу, Китай |                       |
| SHY48            | 2017-2019            | Иностранные стажеры                           | Шэньян, Китай   | Прекратила активность |
| CKG48            | 2017-2019, 2019-     |                                               | Чунцин, Китай   |                       |
| Idols Ft         | 2019-настоящее время |                                               | Китай           |                       |
| SNH48 команда SY | 2019-настоящее время |                                               | Шэньян, China   |                       |